# Garanas

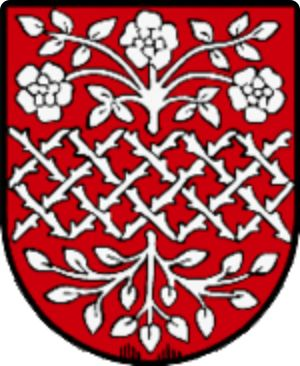
Wappen der früheren Gemeinde Garanas

Garanas war bis Ende 2014 eine Gemeinde mit 270 Einwohnern (Stand 2014) im Bezirk Deutschlandsberg im österreichischen Bundesland Steiermark am Fuß der Koralpe.
Im Rahmen der steiermärkischen Gemeindestrukturreform wurde Garanas 2015 mit den Gemeinden Schwanberg, Hollenegg und Gressenberg zusammengeschlossen, die neue Gemeinde führt den Namen Schwanberg (seit April 2020 Bad Schwanberg) weiter. Grundlage dafür ist das Steiermärkische Gemeindestrukturreformgesetz – StGsrG.

## Geografie

### Gliederung
Die ehemalige Gemeinde Garanas bestand aus zwei Katastralgemeinden (in Klammern Einwohnerzahl Stand 31. Oktober 2011):
- Garanas (194)
- Oberfresen (73)

## Politik
Der Gemeinderat von Garanas bestand zuletzt aus neun Mitgliedern, die seit der Gemeinderatswahl 2000 sämtlich der ÖVP angehörten.

### Wappen
Im Mittelalter wurde in Kriegszeiten der Weg über die Koralpe mit Holz und Dornengestrüpp versperrt, deshalb ist in der Mitte des Wappens Gestrüpp dargestellt.

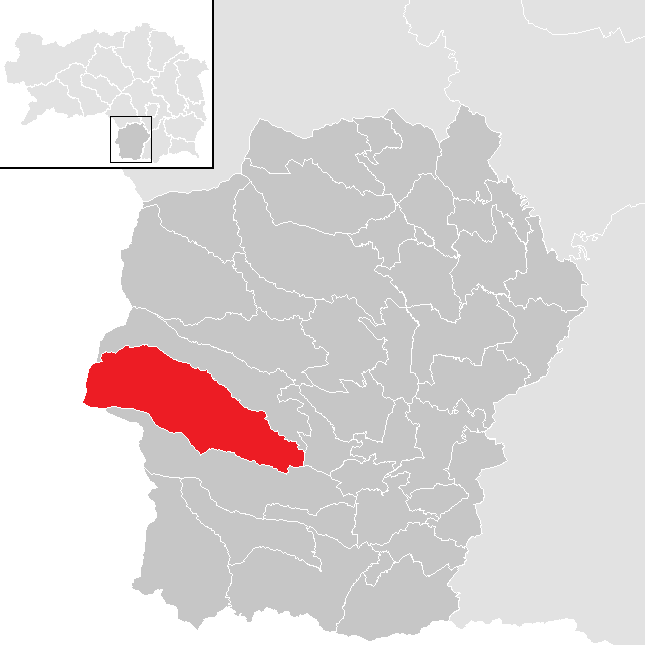
Lage der früheren Gemeinde Garanas im Bezirk Deutschlandsberg mit den Gemeindegrenzen bis Ende 2014

Als das Land besiedelt wurde, mussten die Bauern die Birken ausreißen, im oberen und im unteren Teil des Wappens sind diese Büsche dargestellt.
Weil der Name Garanas in Österreich einzigartig ist, wurden dem oberen Teil des Gestrüpps drei Blüten hinzugefügt. Die rote und weiße Farben des Wappens symbolisieren die mittelalterlichen Landbesitzer: Die Bischöfe von Salzburg und Brixen.

## Namen
Für den Namen sind mehrere Erklärungen publiziert: Der Ortsname „Garanas“ wird zunächst aus dem Altslawischen abgeleitet und auf einen „heckenumfriedeten, dornenbewehrten Ort“ zurückgeführt (Erstnennung 1498 im Gardinast). Der Name Gardinast soll einen Hinweis auf einen Verhau bilden. Auch eine Ableitung vom Personennamen Gardinast ist publiziert. Das wird als irrig kritisiert, ebenso eine Ableitung vom reinen Personennamen Gardzina o. ä., wie es der kritisierende Autor wenige Jahre zuvor in einem früheren Werk selbst publizierte. Der Name soll vielmehr auf den altdeutschen Personennamen Gardin, eine Erweiterung von Gardi- mit einem -st-Suffix, als Gardin-ast zurückzuführen sein.

## Kultur und Sehenswürdigkeiten

### Naturdenkmäler
- Wasserfall in der Weißen Sulm (Listeneintrag), Kataraktstufen von insgesamt 150 m, Kolken (Gesteinsmühlen), Schwefelblüten.
- Teilstrecken der Schwarzen Sulm (Listeneintrag)

## Sonstiges

### Das Hochmoor
Garanas ist für das höchstgelegene Hochmoor Österreichs bekannt, das über heilende Kräfte vor allem bei Rückenleiden verfügt. Balneologen schätzen, dass das auf 1300 m ü. A. gelegene Hochmoor bereits vor 60.000 Jahren entstanden ist.
Im nahegelegenen Bad Schwanberg werden Moorbadekuren mit Garanaser Torf angeboten.

### Buddhistisches Meditationszentrum „Kalachakra Kalapa Center“
Die ehemalige Jugendherberge von Garanas wurde 2002 zum internationalen Sommer-Meditationszentrum „Kalachakra Kalapa Center“ umgebaut. Hier werden jedes Jahr in den Sommermonaten buddhistische Meditationskurse und Retreats angeboten. Auf einer Anhöhe hinter dem Haus wurde 2002 ein buddhistischer Stupa errichtet.
Garanaser Trilogie
Der Schriftsteller Matthias Mander verwendet den Ort Garanas als Schauplatz und Lebensbereich für seine Helden in der Garanaser Trilogie.
- Garanas oder Die Litanei. Czernin Verlag, Wien 2002.
- Der Brückenfall oder das Drehherz. Roman, Czernin, Wien 2005, ISBN 3-7076-0060-2.
- Die Holschuld oder Garanaser Filamente. Erzählende Literatur, Czernin, Wien 2012, ISBN 978-3-7076-0429-0.

## Historische Landkarten

Das Gebiet von Garanas in den drei Landesaufnahmen in der Zeit von ca. 1789 bis 1910
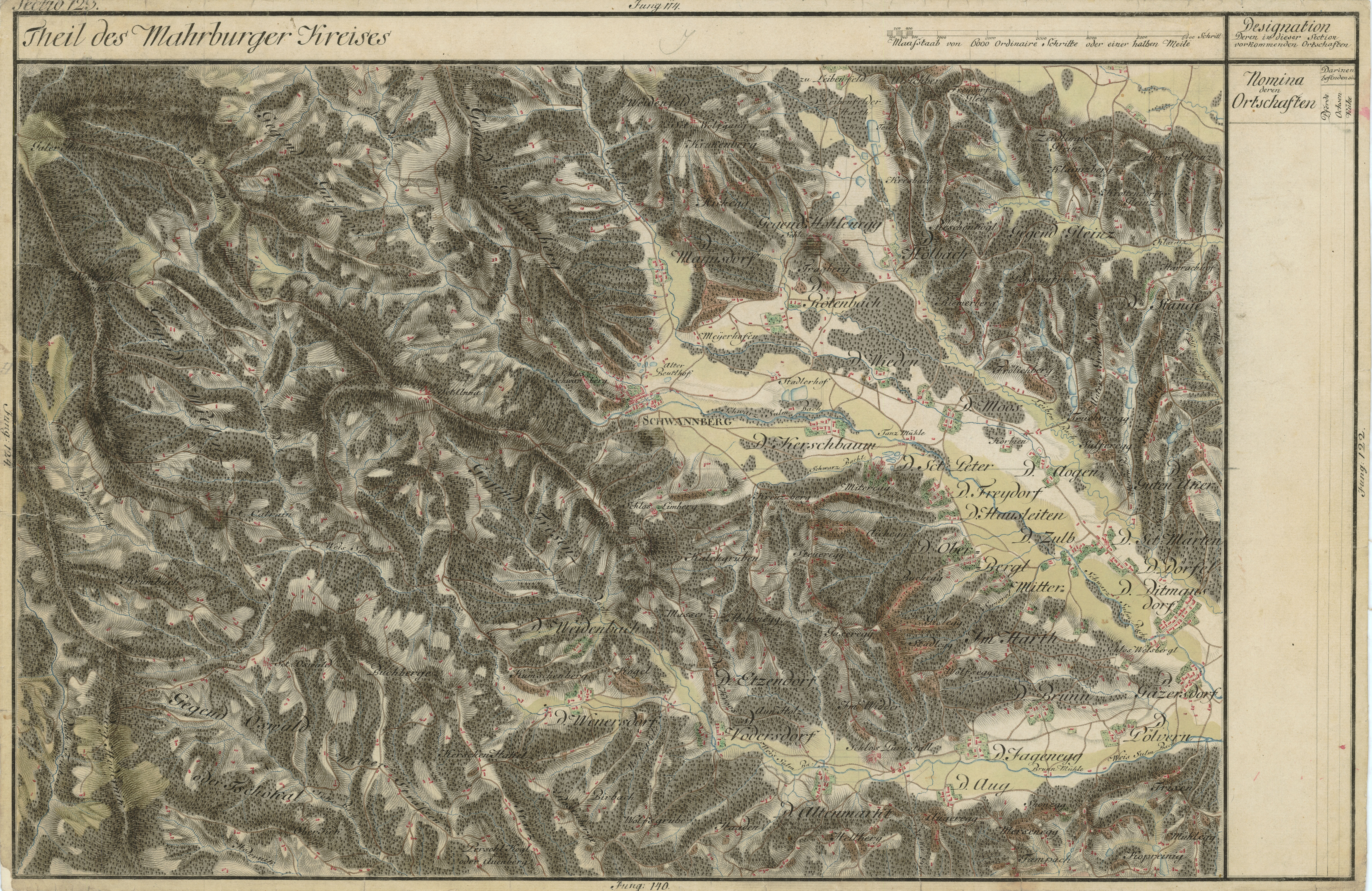
„Gegend Garanas“ westlich von Schwanberg in der Josephinischen Landesaufnahme, um 1790
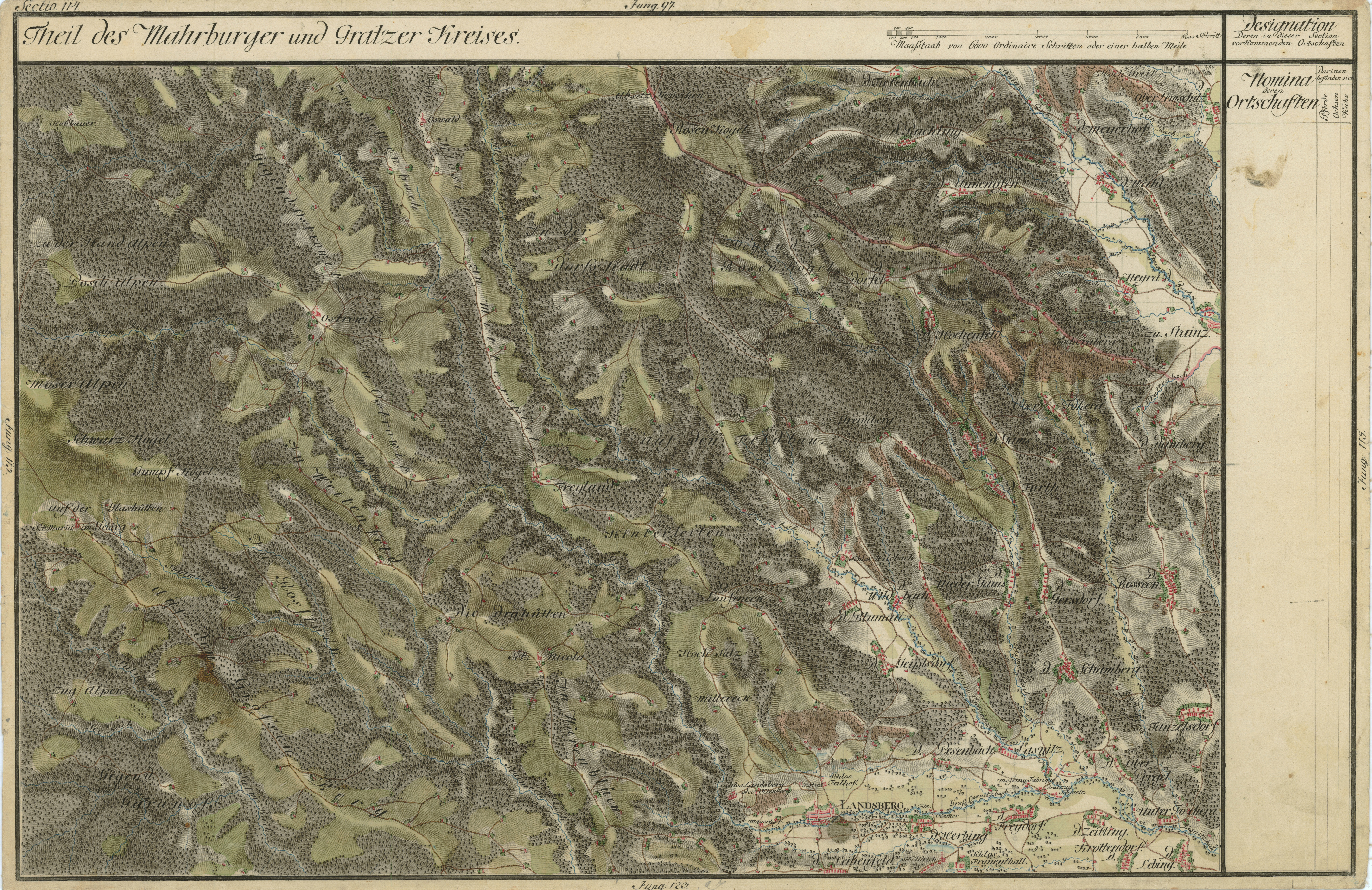
Norden von Garanas mit Gosletz Bach, See Bach und (schwarzer) Sulm (links unten)
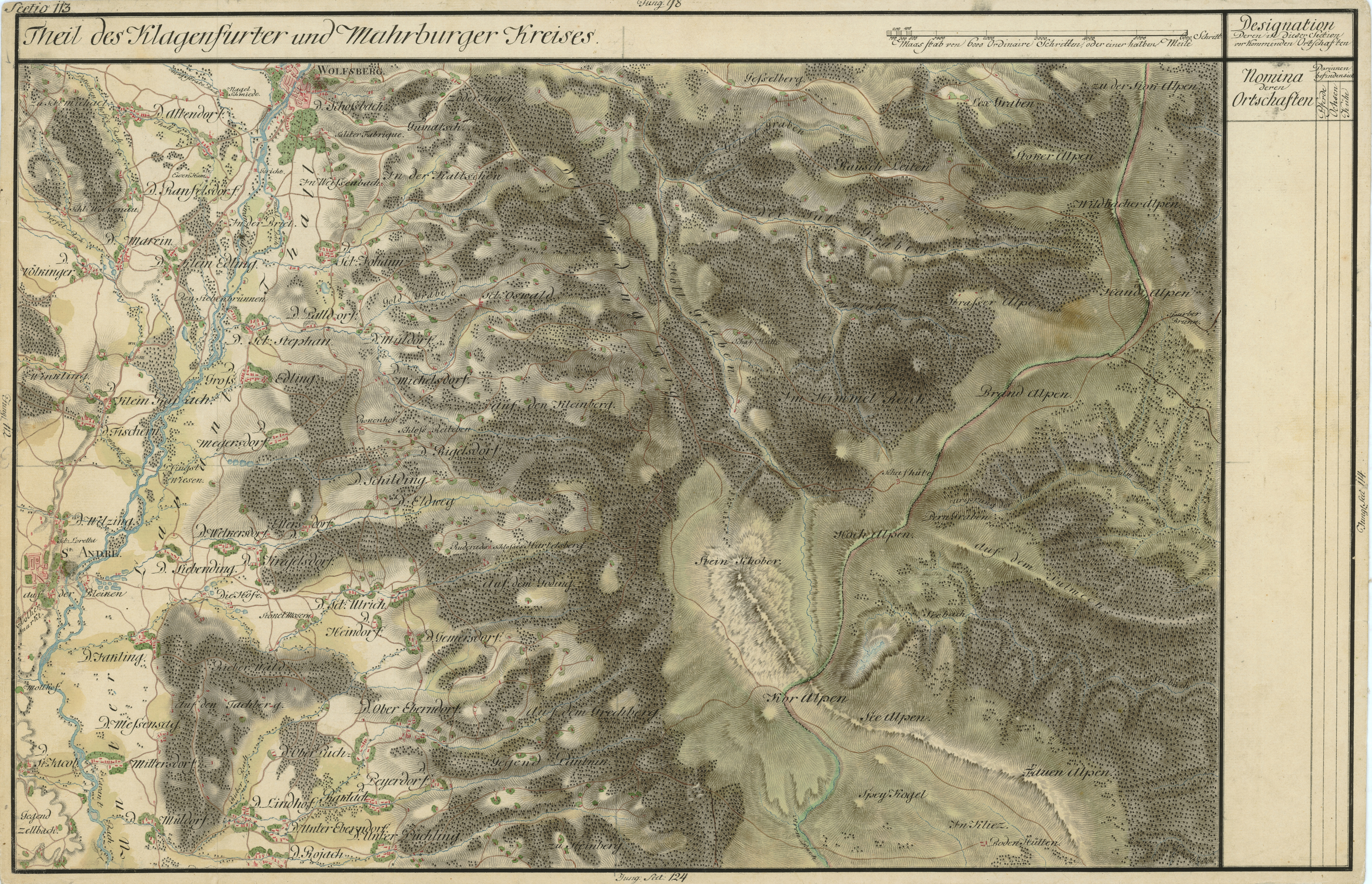
Westliches Garanas am Koralmkamm, Ursprung des See Baches
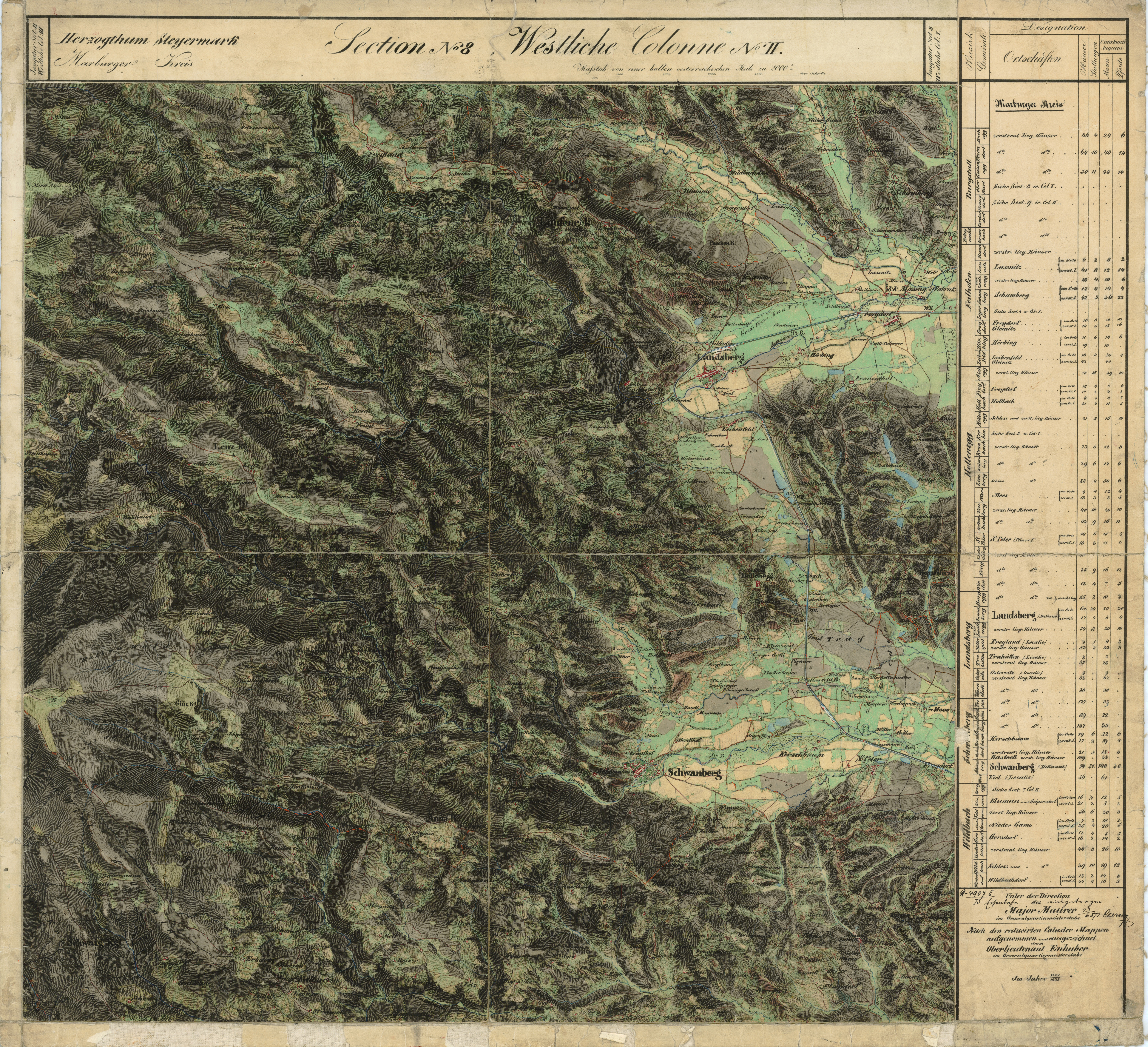
Das Gebiet von Garanas in der Franziszeischen Landesaufnahme, ca. 1835
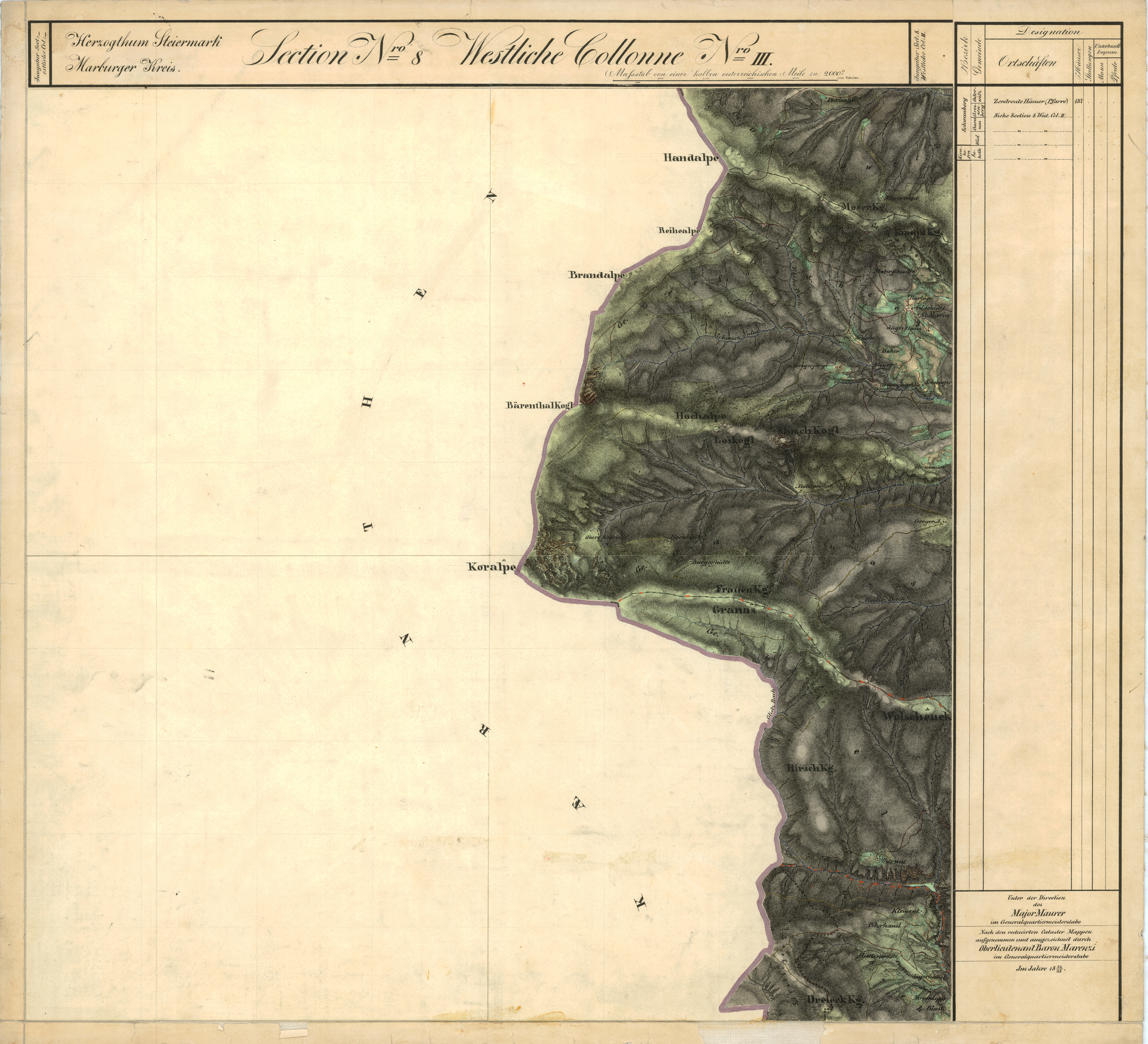
Hochalm, Moschkogel, Koralpengipfel
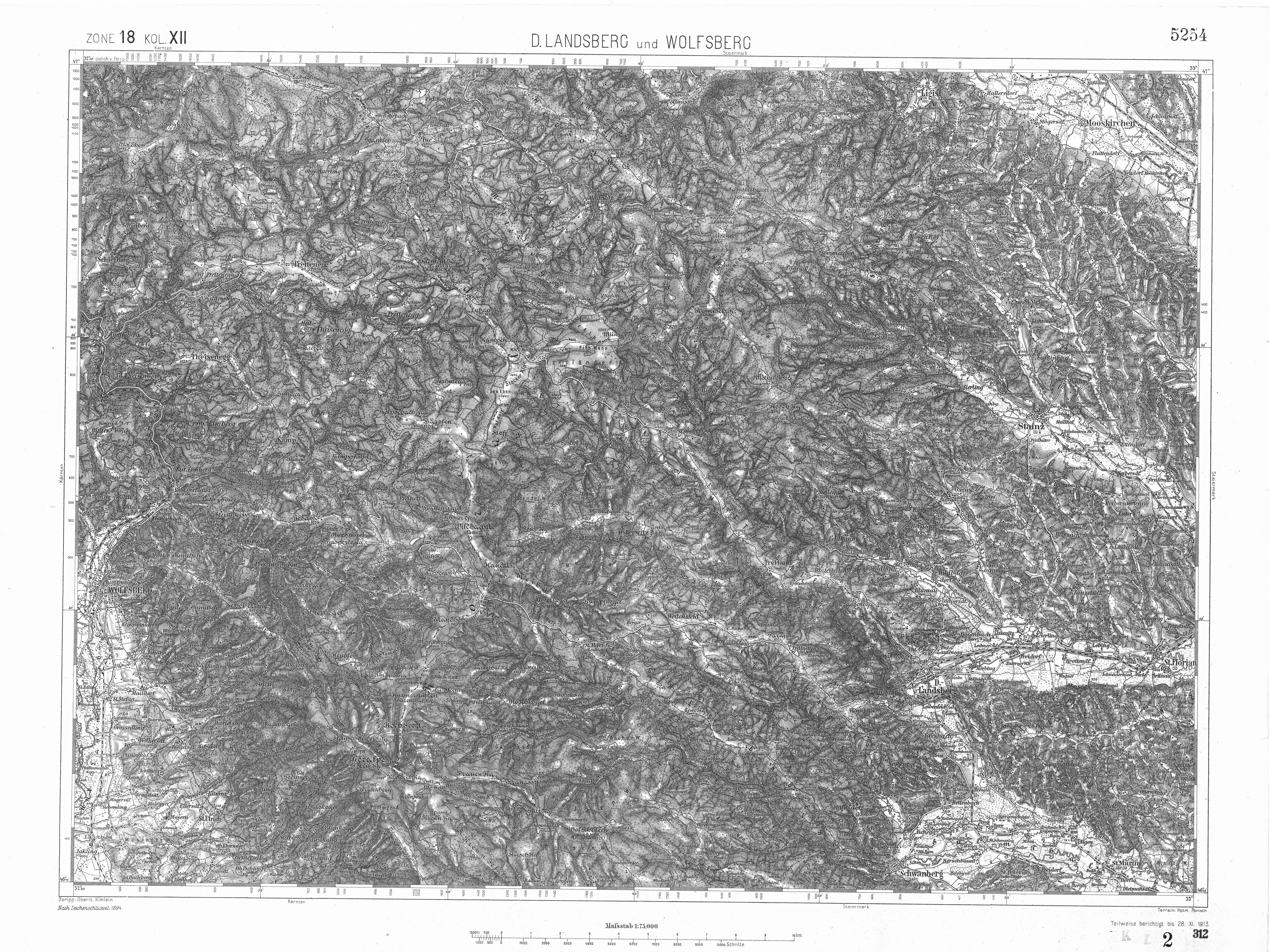
In der franzisco-josephinischen Landesaufnahme, ca. 1910